# ماكنيلي توريس
ماكنيلي توريس (بالإسبانية: Macnelly Torres)‏ (مواليد 1 نوفمبر 1984 في بارانكويلا) لاعب كرة قدم كولومبي دولي يجيد اللعب في خط الوسط . وأشتهر بدقة التمرير , يلعب حاليا لصالح نادي الشباب السعودي وانتقل له في عام 2013 .

## الاندية
| النادي              | البلد    | السنة        |
| ------------------- | -------- | ------------ |
| جونيو دي بارانكويلا | كولومبيا | 2002–2005    |
| كوكوتا ديبورتيفو ‏   | كولومبيا | 2006–2008    |
| كولوكولو            | تشيلي    | 2008–2010    |
| أتليتيكو ناسيونال   | كولومبيا | 2010 - 2011  |
| سان لويس            | المكسيك  | 2011         |
| أتليتيكو ناسيونال   | كولومبيا | 2012 - 2013  |
| الشباب              | السعودية | 2013 - حالياً |

## روابط خارجية
- ماكنيلي توريس على موقع الاتحاد الدولي (مؤرشف)  (الإنجليزية)
- ماكنيلي توريس على موقع إي إس بي إن إف سي (الإنجليزية)
- ماكنيلي توريس على موقع قاعدة بيانات كرة القدم.إي يو (الإنجليزية)
- ماكنيلي توريس على موقع ناشيونال فوتبول تيمز (الإنجليزية)
- ماكنيلي توريس على موقع Soccerway.com (الإنجليزية)
- ماكنيلي توريس على موقع كووورة
- ماكنيلي توريس على موقع AS.com (الإسبانية)